# ジェイス・リチャードソン
ジェイソン・アンソニー・リチャードソン2世（Jason Anthony Richardson II, 2005年10月16日 - ）は、アメリカ合衆国カリフォルニア州バークレー出身のバスケットボール選手。ポジションはポイントガードまたはシューティングガード。父は元NBA選手のジェイソン・リチャードソン。

## 経歴

### ハイスクール
高校2年目のシーズンに平均14得点、5リバウンド、5アシスト、2スティールを記録した。
主要サイトから4つ星評価を受け、かつて父も在籍したミシガン州立大学へ進学した。

### カレッジ
1年目の2024-25シーズンは36試合に出場して平均12.1得点を記録した。シーズン終了後、2025年のNBAドラフトにアーリーエントリーした。